# Coordonnées de Kruskal-Szekeres
Les coordonnées de Kruskal-Szekeres ({\displaystyle v,u,\theta ,\phi }) sont un système de coordonnées d'espace-temps. Elles permettent d'obtenir l'extension de Kruskal-Szekeres qui est l'extension analytique maximale de la métrique de Schwarzschild. L'espace-temps ainsi étendu se décompose en quatre régions (I, II, III et IV) : les régions I et II sont respectivement l'extérieur et l'intérieur d'un trou noir ; les régions III et IV, respectivement l'extérieur et l'intérieur d'un trou blanc.
L'extension de Kruskal-Szekeres décrit un trou noir éternel.
Les éponymes des coordonnées et de l'extension sont le mathématicien et physicien américain Martin D. Kruskal (1925-2006) et le mathématicien hungaro-australien György (George) Szekeres (1911-2005) qui les ont tous deux proposées en 1960 afin de décrire la géométrie d'un trou noir de Schwarzschild,,.
En coordonnées de Kruskal-Szekeres, la métrique de Schwarzschild s'écrit :
{\displaystyle ds^{2}={\frac {32G^{3}M^{3}}{rc^{6}}}\operatorname {exp} \left(-{\frac {rc^{2}}{2GM}}\right)\left(dv^{2}-du^{2}\right)-r^{2}\left(d\theta ^{2}+\sin ^{2}\theta \,d\phi ^{2}\right)},
où :
{\displaystyle G} est la constante gravitationnelle ;
{\displaystyle c} est la vitesse de la lumière ;
{\displaystyle M} est la masse du corps attractif, de symétrie sphérique, situé à l'origine spatiale du système de coordonnées ;
{\displaystyle u} et {\displaystyle v} sont deux coordonnées spatio-temporelles remplaçant la distance radiale {\displaystyle r} et la coordonnée temporelle {\displaystyle t} (voir « Coordonnées u et v ») ;
{\displaystyle r} est devenu une fonction de {\displaystyle u} et {\displaystyle v}.
Avec {\displaystyle R_{\mathrm {S} }=2GM/c^{2}} (cf. rayon de Schwarzschild), {\displaystyle \operatorname {exp} \left(x\right)=e^{x}} (cf. fonction exponentielle) et {\displaystyle d\Omega ^{2}=d\theta ^{2}+\sin ^{2}\theta \,d\phi ^{2}} (cf. angle solide), elle s'écrit :
{\displaystyle ds^{2}={\frac {4R_{\mathrm {S} }^{3}}{r}}\,e^{-{\frac {r}{R_{\mathrm {S} }}}}\left(dv^{2}-du^{2}\right)-r^{2}d\Omega ^{2}}.
En unités géométriques ({\displaystyle c=G=1}), elle s'écrit :
{\displaystyle ds^{2}={\frac {32M^{3}}{r}}\,e^{-{\frac {r}{2M}}}\left(dv^{2}-du^{2}\right)-r^{2}d\Omega ^{2}}.

## Historique
En décembre 1915, Karl Schwarzschild décrit la première solution exacte des équations d'Einstein, qui fait apparaitre une singularité inattendue, le rayon de Schwarzschild, dont la nature reste longtemps mal comprise.
En 1924, Arthur Eddington ébauche le premier système de coordonnées non singulier à ce fameux rayon. En 1938, Georges Lemaître élabore une métrique synchrone (métrique de Lemaître) ; David Finkelstein en découvre une autre, non-synchrone, en 1958, et nommée aujourd'hui métrique d'Eddington-Finkelstein. Synge démontrera que cette dernière métrique ne recouvre qu'une partie de la géométrie de l'espace-temps de Schwarzschild, tout comme celle de Lemaître : ces métriques ne permettent pas d'envisager tous les cas dynamiques d'un corps dans l'environnement d'un trou noir de Schwarzschild. Elles ont toutefois montré que ce rayon n'est pas une singularité réelle, physique, mais seulement pour la métrique choisie par Schwarzschild.
En 1960, Martin Kruskal et George Szekeres construisent une nouvelle métrique permettant d'étudier tous les types de mouvements d'un corps à l'extérieur et sous le rayon de Schwarzschild.

## Coordonnées spatio-temporelles
Convention : la signature de la métrique est (– + + +).

### Coordonnéesuetv
Kruskal et Szekeres utilisent des coordonnées sans dimension, {\displaystyle u} pour la coordonnée radiale et {\displaystyle v} pour la coordonnée temporelle, définies dans le but d'éliminer le terme {\displaystyle (1-\textstyle {\frac {R_{s}}{r}})} dans la nouvelle métrique. Elles reconstruisent {\displaystyle r(u,v),t(u,v)} par des fonctions transcendantes.
Les variables {\displaystyle u} et {\displaystyle v} sont définies par :

- {\displaystyle u^{2}-v^{2}=(\textstyle {\frac {r}{R_{s}}}-1)e^{\textstyle {\frac {r}{R_{s}}}}}
- {\displaystyle \textstyle {\frac {u+v}{u-v}}=e^{\textstyle {\frac {ct}{R_{s}}}}}

Les coordonnées {\displaystyle u} et {\displaystyle v} de Kruskal-Szekeres sont reliées aux coordonnées {\displaystyle r} et {\displaystyle t} de Schwarzschild par, :
{\displaystyle u={\begin{cases}\left({\sqrt {{\frac {r}{2M}}-1}}\right)e^{\frac {r}{4M}}\operatorname {ch} \left({\frac {t}{4M}}\right),&{\text{si }}r>2M\\\left({\sqrt {{\frac {r}{2M}}-1}}\right)e^{\frac {r}{4M}}\operatorname {sh} \left({\frac {t}{4M}}\right),&{\text{si }}r<2M\end{cases}}}
et par, :
{\displaystyle v={\begin{cases}\left({\sqrt {1-{\frac {r}{2M}}}}\right)e^{\frac {r}{4M}}\operatorname {sh} \left({\frac {t}{4M}}\right),&{\text{si }}r>2M\\\left({\sqrt {1-{\frac {r}{2M}}}}\right)e^{\frac {r}{4M}}\operatorname {ch} \left({\frac {t}{4M}}\right),&{\text{si }}r<2M\end{cases}}}.
On distingue deux cas pour le temps :
- si {\displaystyle r(u,v)>R_{s}} alors {\displaystyle \tanh {\frac {ct}{2R_{s}}}={\frac {v}{u}}} ;
- si {\displaystyle r(u,v)<R_{s}} alors {\displaystyle \tanh {\frac {ct}{2R_{s}}}={\frac {u}{v}}}.

On obtient la métrique diagonale :
qui est définie pour tout  {\displaystyle r(u,v)>0}. Le temps t est par contre infini au rayon de Schwarzschild ({\displaystyle u=\pm v}).
Remarque
Les coordonnées de Kruskal-Szekeres sont parfois notées {\displaystyle \left(U,V,\theta ,\varphi \right)}.
En unités géométriques {\displaystyle \left(c=G=1\right)}, {\displaystyle U} et {\displaystyle V} sont définies comme suit,, :
{\displaystyle {\begin{cases}U=-\mathrm {e} ^{-\kappa u}=-\mathrm {e} ^{-{\frac {u}{4m}}}\\V=\mathrm {e} ^{\kappa v}=\mathrm {e} ^{\frac {v}{4m}}\end{cases}}},
où :
{\displaystyle \kappa ={\frac {1}{4m}}} est la gravité de surface,
et {\displaystyle u} et v sont deux coordonnées de genre lumière, à savoir :
- {\displaystyle u} est le temps retardé[22] défini comme[23],[24],[25] : {\displaystyle u=t-r_{\star }},
- {\displaystyle v} est le temps avancé[22] défini comme[23],[24][26] : {\displaystyle v=t+r_{\star }},

où :
- {\displaystyle t} est la coordonnée de Schwarzschild[27]
- {\displaystyle r_{\star }} est la coordonnée de la tortue[28],[29],[21], définie par[30],[29],[31] :

{\displaystyle r_{\star }=r+2m\ln \left({\frac {r}{2m}}-1\right)},
où :
- {\displaystyle r} est la coordonnée de Schwarzschild ;
- {\displaystyle \ln } est le logarithme naturel.

Avec les coordonnées {\displaystyle \left(U,V\right)}, la métrique de Schwarzschild s'écrit :
{\displaystyle \mathrm {d} s^{2}=-{\frac {32m^{3}}{r}}\;\mathrm {e} ^{-{\frac {r}{2m}}}\mathrm {d} U\mathrm {d} V+\mathrm {d} \Omega ^{2}}.

### CoordonnéesTetX
Les coordonnées de Kruskal-Szekeres sont parfois notées {\displaystyle \left(T,X,\theta ,\varphi \right)} avec {\displaystyle T} et {\displaystyle X} définies comme suit, :
{\displaystyle {\begin{cases}T={\frac {U+V}{2}}\\X={\frac {V-U}{2}}\end{cases}}}.
La métrique de Schwarzschild s'écrit alors :
{\displaystyle \mathrm {d} s^{2}={\frac {32m^{3}}{r}}\;\mathrm {e} ^{-{\frac {r}{2m}}}\left(-\mathrm {d} T^{2}+\mathrm {d} X^{2}\right)+\mathrm {d} \Omega ^{2}}.
Les coordonnées {\displaystyle \left(t,r\right)} de Schwarzschild sont reliées aux coordonnées {\displaystyle \left(T,X\right)} de Kruskal-Szekeres par :
{\displaystyle \left({\frac {r}{2m}}-1\right)\mathrm {e} ^{-{\frac {r}{2m}}}=X^{2}-T^{2}}
{\displaystyle {\frac {t}{2m}}=\ln \left({\frac {T+X}{X-T}}\right)}.

## Propriétés

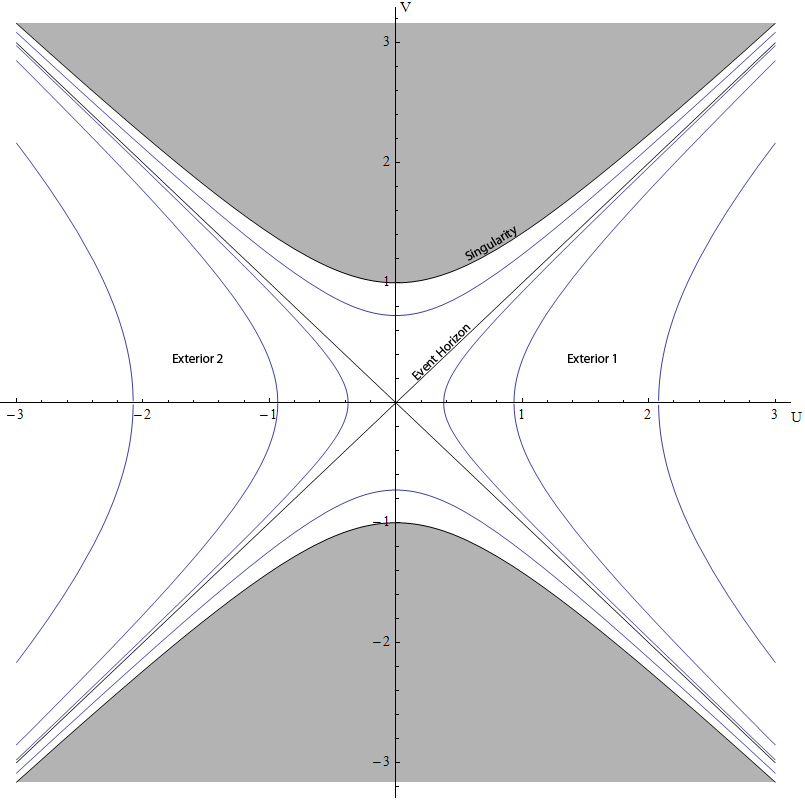
Représentation en coordonnées de Kruskal-Szekeres.

Les propriétés des coordonnées de Kruskal-Szekeres sont les suivantes :
1. La métrique à l'horizon des évènements est non-singulière[36] ;
2. {\displaystyle v} reste de genre temps et {\displaystyle u} de genre espace sur tout l'espace-temps[36] ;
3. Les lignes d'univers de photons en mouvement radial satisfont {\displaystyle \mathrm {d} v=\pm \mathrm {d} u}[36] ;
4. À l'intérieur de l'horizon, {\displaystyle {\frac {R_{\mathrm {S} }-r}{r}}\mathrm {d} t^{2}-{\frac {r}{R_{\mathrm {S} }-r}}\mathrm {d} r^{2}=C\left(u,v\right)\left(\mathrm {d} u^{2}-\mathrm {d} v^{2}\right)},
où le facteur de proportionnalité {\displaystyle C\left(u,v\right)} est défini positif et ne diverge que pour {\displaystyle r=0}[36].

Avec les coordonnées de Kruskal-Szekeres, la singularité en {\displaystyle r=0} de la métrique de Schwarzschild est située en {\displaystyle v^{2}-u^{2}=1}.
Les droites {\displaystyle r=Cste} en coordonnées de Schwarzschild sont les hyperboles {\displaystyle u^{2}-v^{2}=Cste} en coordonnées de Kruskal. Leurs asymptotes sont les bissectrices {\displaystyle u=v} et {\displaystyle u=-v}.
Les droites {\displaystyle t=Cste} en coordonnées de Schwarzschild sont les droites {\displaystyle v/u=Cste} passant par l'origine en coordonnées de Kruskal.
Les singularités sont représentées par les frontières des zones hyperboliques grises sur le dessin ci-contre.
Les géodésiques de type lumière sont les lignes orientées à 45°. Il est facile de vérifier que pour {\displaystyle ds=0} , on a {\displaystyle du^{2}=dv^{2}}.
La métrique de Schwarzschild différencie deux régions de l'espace-temps délimitées par l'horizon des événements. La région {\displaystyle r>2M} est segmentée en deux avec la métrique de Kruskal-Szekeres.
La totalité de la géométrie de Schwarzschild est donc représentée par quatre régions différentes en coordonnées de Kruskal.

### Articles originaux de Kruskal et Szekeres
- [Kruskal 1960] (en) M. D. Kruskal, « Maximal extension of Schwarzschild metric » [« Extension maximale de la métrique de Schwarzschild »], Phys. Rev., vol. 119, no 5,‎ sept. 1960, p. 1743-1745 (DOI 10.1103/PhysRev.119.1743, Bibcode 1960PhRv..119.1743K, résumé).
- [Szekeres 1960] (en) G. Szekeres, « On the singularities of a Riemannian manifold » [« Sur les singularités d'une variété riemannienne »], Publ. Math. (Debr.), vol. 7,‎ 1960, p. 285-301 (Bibcode 1960PMatD...7..285S), (en) G. Szekeres, « On the singularities of a Riemannian manifold (reprint) » [« Sur les singularités d'une variété riemannienne (réimpression) »], General Relativity and Gravitation (en), vol. 34,‎ 2002, p. 1995–1999 (DOI 10.1023/A:1020792830651).

#### Dictionnaires et encyclopédies
- [Deza et Deza 2012] (en) Michel Marie Deza et Elena Deza, Encyclopedia of distances [« Encyclopedie des distances »], Berlin et Heidelberg, Springer, hors coll., octobre 2012, 2e éd. (1re éd. octobre 2006), XVIII-650 p., 15,6 × 23,4 cm (ISBN 978-3-642-30957-1, EAN 9783642309571, OCLC 882913405, DOI 10.1007/978-3-642-30958-8, SUDOC 179399292, présentation en ligne, lire en ligne).
- [Taillet, Villain et Febvre 2018] Richard Taillet, Loïc Villain et Pascal Febvre, Dictionnaire de physique, Louvain-la-Neuve, De Boeck Supérieur, hors coll., janvier 2018, 4e éd. (1re éd. mai 2008), X-956 p., 17 × 24 cm (ISBN 978-2-8073-0744-5, EAN 9782807307445, OCLC 1022951339, BNF 45646901, SUDOC 224228161, présentation en ligne, lire en ligne), s.v. Kruskal-Szekeres (coordonnées de), p. 414-415.

#### Manuels d'enseignement supérieur
- [Deruelle et Uzan 2018] (en) Nathalie Deruelle et Jean-Philippe Uzan (trad. du français par Patricia de Forcrand-Millard), Relativity in modern physics [« Théories de la relativité »], Oxford, OUP, coll. « Oxford graduate texts », août 2018, 1re éd., XI-691 p., 17,1 × 24,6 cm (ISBN 978-0-19-878639-9, EAN 9780198786399, OCLC 1109749749, BNF 45570670, DOI 10.1093/oso/9780198786399.001.0001, SUDOC 229944329, présentation en ligne, lire en ligne).
- [Grumiller et Sheikh-Jabbari 2022] (en) Daniel Grumiller et Mohammad Mehdi Sheikh-Jabbari, Black hole physics : from collapse to evaporation [« Physique des trous noirs : de l'effondrement à l'évaporation »], Cham, Springer, coll. « Graduate texts in physics », novembre 2022 (réimpr. novembre 2023), 1re éd., XXVIII-416 p., 15,5 × 23,5 cm (ISBN 978-3-031-10342-1 et 978-3-031-10345-2, EAN 9783031103421, OCLC 1322812525, DOI 10.1007/978-3-031-10343-8, présentation en ligne, lire en ligne).
- [Hobson, Efstathiou et Lasenby 2009] Michael Paul Hobson, George Efstathiou et Anthony N. Lasenby (trad. de l'anglais par Loïc Villain, révision scientifique par Richard Taillet), Relativité générale [« General relativity : an introduction for physicists »], Bruxelles, De Boeck Université, coll. « Noire », décembre 2009, 1re éd., XX-554 p., 21,6 × 27,5 cm (ISBN 978-2-8041-0126-8, EAN 9782804101268, OCLC 690272413, BNF 42142174, SUDOC 140535705, présentation en ligne, lire en ligne), chap. 11 (« Trous noirs de Schwarzschild »), § 11.9 (« Coordonnées de Kruskal »), p. 261-267.

#### Ouvrages fondamentaux
- [Chruściel 2020] (en) Piotr T. Chruściel, Geometry of black holes [« Géométrie des trous noirs »], Oxford et New York, OUP, coll. « International series of monographs on physics » (no 169), août 2020, 1re éd., XIV-389 p., 17,1 × 24,6 cm (ISBN 978-0-19-885541-5 et 978-0-19-887320-4, EAN 9780198855415, OCLC 1259518095, BNF 46612684, DOI 10.1093/oso/9780198855415.001.0001, Bibcode 2020gbh..book.....C, SUDOC 248586653, présentation en ligne, lire en ligne).
- [Misner, Thorne et Wheeler 1973] (en) Charles W. Misner, Kip S. Thorne et John A. Wheeler, Gravitation [« Gravitation »], San Francisco, W. H. Freeman, hors coll., septembre 1973 (réimpr. octobre 2017), 1re éd., XXVI-1279 p., 20,1 × 25,2 cm (ISBN 0-7167-0334-3 et 0-7167-0344-0, EAN 9780716703440, OCLC 300307879, BNF 37391055, Bibcode 1973grav.book.....M, SUDOC 004830148, présentation en ligne, lire en ligne), p. 827 et p. 831-836.
- [Wald 1984] (en) Robert M. Wald, General relativity [« Relativité générale »], Chicago et Londres, UCP, hors coll., juin 1984, 1re éd., XIII-491 p., 16,8 × 23,3 cm (ISBN 0-226-87032-4 et 0-226-87033-2, EAN 9780226870328, OCLC 300307884, DOI 10.7208/chicago/9780226870373.001.0001, Bibcode 1984ucp..book.....W, SUDOC 011892242, présentation en ligne, lire en ligne).